# Vadgróf
A vadgróf nemesi rang, mely szinte kizárólag a Német-római Birodalomban és a vele szomszédos területeken volt használatos. Németül Wildgraf vagy Waldgraf, latinul comes nemoris vagy comes silvestris formában volt ismert. A vadgrófok, a grófokhoz hasonlóan eleinte királyi tisztségviselők, erdőispánok voltak, s a tisztség örökössé válásával alakult ki a vadgrófi cím. Magyarországon a Cseszneky, Ugodi és Rozgonyi családok viselték a bakonyi vadgróf címet.